# صحافي (فلم)
صحافي (بالإنجليزية: Reporter) هو فيلم وثائقي تم إصداره عام 2009 عن أعمال كاتب العمود في صحيفة نيويورك تايمز نيكولاس كريستوف في جمهورية الكونغو الديمقراطية. كان بن أفليك المنتج التنفيذي وإريك دانيال ميتسجار المخرج لفيلم إتش بي أو الذي يصور الحياة في الدولة الأفريقية التي مزقتها الحرب ويركز بشكل خاص على التحديات التي يواجهها المراسلون الدوليون في تغطية أزمات المنطقة.

## وصلات خارجية
- صحافي على موقع IMDb (الإنجليزية)
- صحافي على موقع روتن توميتوز (الإنجليزية)
- صحافي على موقع أول موفي (الإنجليزية)
- صحافي على موقع فيلمافينيتي (الإسبانية)
- صحافي على موقع قاعدة بيانات الفيلم (الإنجليزية)
- صحافي على موقع ليتربوكسد (الإنجليزية)
- صحافي على موقع كينوبويسك (الروسية)